# Susan Moore (Alabama)
 Susan Moore, Alabama és una població dels Estats Units a l'estat d'Alabama. Segons el cens del 2000 tenia 721 habitants.

## Demografia
Segons el cens del 2000, Susan Moore tenia 721 habitants, 268 habitatges, i 210 famílies La densitat de població era de 53,1 habitants/km².
Dels 268 habitatges en un 36,9% hi vivien nens de menys de 18 anys, en un 68,3% hi vivien parelles casades, en un 6,7% dones solteres, i en un 21,3% no eren unitats familiars. En el 19,8% dels habitatges hi vivien persones soles l'11,6% de les quals corresponia a persones de 65 anys o més que vivien soles. El nombre mitjà de persones vivint en cada habitatge era de 2,69 i el nombre mitjà de persones que vivien en cada família era de 3,07.
Per edats la població es repartia de la següent manera: un 26,2% tenia menys de 18 anys, un 10,1% entre 18 i 24, un 28,8% entre 25 i 44, un 23% de 45 a 60 i un 11,8% 65 anys o més.
L'edat mediana era de 34 anys. Per cada 100 dones hi havia 93,3 homes. Per cada 100 dones de 18 o més anys hi havia 90,7 homes.
La renda mediana per habitatge era de 35.417 $ i la renda mediana per família de 44.167 $. Els homes tenien una renda mediana de 32.431 $ mentre que les dones 19.688 $. La renda per capita de la població era de 14.540 $. Aproximadament el 10,3% de les famílies i el 10,9% de la població estaven per davall del llindar de pobresa.